# Афанасов, Михаил Александрович
Михаил Александрович Афанасов (род. 15 июня 1953, Ессентуки, Ставропольский край, СССР) — российский политический деятель, экономист. Сенатор Российской Федерации — представитель от исполнительной власти Ставропольского края с 11 ноября 2020 года. Вошёл в состав Комитета Совета Федерации по конституционному законодательству и государственному строительству. Кандидат экономических наук (2004).
Заместитель председателя Правительства Ставропольского края с 1 ноября 2019 по 14 октября 2020.
Из-за вторжения России на Украину находится под персональными санкциями 27 стран ЕС, Великобритании, США, Канады, Швейцарии, Австралии, Украины, Новой Зеландии.

## Биография
Михаил Александрович Афанасов родился 15 июня 1953 года в городе Ессентуки, Ставропольского края.
В 1979 году окончил Ставропольский сельскохозяйственный институт по специальности «экономист-организатор сельскохозяйственного производства», получил степень кандидата экономических наук (диссертацию защитил в 2004 году в Московском институте менеджмента, экономики и финансов Государственного технического университета).
Начал профессиональную карьеру автослесарем, затем работал инженером и начальником участка.
В 1995 году основал в Ессентуках производственно-финансовую группу компаний «МиГ» и занял в ней должность председателя совета директоров.
В 2001 году избран в Государственную думу Ставропольского края 3-го созыва, и в 2007 году при выборах в думу 4-го созыва его одномандатный округ стал единственным в крае, где региональный список «Единой России» получил больше голосов, чем список «Справедливой России».
Состоял в Комитете по бюджету, налогам и финансово-кредитной политике. Награждён медалью и грамотой лауреата премии им. Святослава Фёдорова «За благородные помыслы и достойные деяния» (май 2002), медалью «За заслуги перед Ставропольским краем», «Терским казачьим Крестом генерала Ермолова», почётной медалью «За достижения по охране окружающей среды».
К числу деловых проектов Афанасова относятся ООО «Кавминэкоцентр», ООО «Эдельвейс», Торгово-развлекательный комплекс «Космос» (Пятигорск), «Межрегиональный строительный альянс», «Инвестиционная группа МВА» и другие.
17 августа 2012 года наделён полномочиями представителя в Совете Федерации Федерального собрания Российской Федерации от исполнительного органа государственной власти Ставропольского края. Вошёл в Комитет Совета Федерации по конституционному законодательству и государственному строительству.
27 сентября 2019 года утратил полномочия сенатора. Постановлением переизбранного на второй срок губернатора Владимира Владимирова новым членом Совета Федерации от исполнительной власти назначен экс-заместитель директора Росгвардии Сергей Меликов.
1 ноября 2019 года распоряжением губернатора Ставропольского края Владимира Владимирова Афанасов назначен вице-премьером Правительства Ставропольского края вместо Ирины Кувалдиной (18 октября было направлено дело в суд по обвинению в хищении ею бюджетных средств).
14 октября 2020 года вновь назначен сенатором Совета Федерации Федерального собрания Российской Федерации от правительства Ставропольского края.

## Международные санкции
Из-за поддержки российской агрессии и нарушения территориальной целостности Украины во время российско-украинской войны находится под персональными международными санкциями разных стран.
23 марта 2022 года внесён в санкционный список Канады «соратников режима» за содействие в нарушения суверенитета и территориальной целостности Украины.
30 сентября 2022 года внесён санкционный список Соединенных Штатов Америки «за аннексию Путиным регионов Украины» и одобрения закона о фейках.
По аналогичным основаниям с 9 марта 2022 года находится под санкциями всех стран Европейского союза. С 15 марта 2022 года находится под санкциями Великобритании. С 16 марта 2022 года находится под санкциями Швейцарии. С 21 апреля 2022 года находится под санкциями Австралии.
Указом президента Украины Владимира Зеленского от 7 сентября 2022 находится под санкциями Украины. С 3 мая 2022 года находится под санкциями Новой Зеландии.

## Награды
- Почётная грамота Президента Российской Федерации (27 июля 2023) — за вклад в развитие парламентаризма, активную законотворческую деятельность и многолетнюю добросовестную работу
- Медаль ордена «За заслуги перед Отечеством» II степени (21 декабря 2011) — за достигнутые трудовые успехи, многолетнюю добросовестную работу и активную общественную деятельность[16]